# Primera Iglesia Congregacional (Detroit)
La Primera Iglesia Congregacional de Detroit (en inglés: First Congregational Church of Detroit) es un templo congregacional ubicado en 33 East Forest Avenue, Detroit, Míchigan. Cuenta con el estatus de Sitio Histórico del Estado de Míchigan (1974), y está incluido en el Registro Nacional de Lugares Históricos (1979).

## Historia
La Primera Iglesia Congregacional de Detroit fue fundada el 25 de diciembre de 1844. Se construyeron dos edificios cerca del río Detroit. El tercer edificio fue construido en el sitio actual en 1891 y fue diseñado por el arquitecto John Lyman Faxon. Una adición al templo, conocida como el «ala del ángel», fue construida en 1921 por Albert Kahn.

## Arquitectura
El templo está diseñado en una fusión de los estilos bizantino y románico, utilizando piedra caliza de color rojo cálido. La fachada de Woodward tiene una logia de cinco tramos, con un hastial frontal de parapeto. Arriba hay ventanas redondeadas con tracería enmarcadas por un arco de medio punto. El edificio también cuenta con una torre campanario de 120 pies con muchas arcadas estrechas, y está coronada por una estatua de cobre del arcángel Uriel mide 8 pies de altura.
La iglesia sigue el modelo de las iglesias encontradas en Venecia y Ravena. El santuario, que se asemeja al templo inferior de la Basílica de San Francisco de Asís, cuenta con madera tallada, retratos en el techo, rosetones y colores suntuosos. Los murales interiores fueron diseñados y ejecutados por Lyle Durgin, terminados en diciembre de 1891.

## Galería

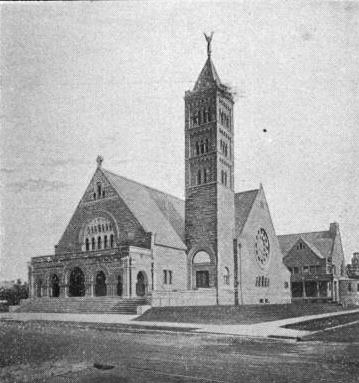
La iglesia hacia 1899
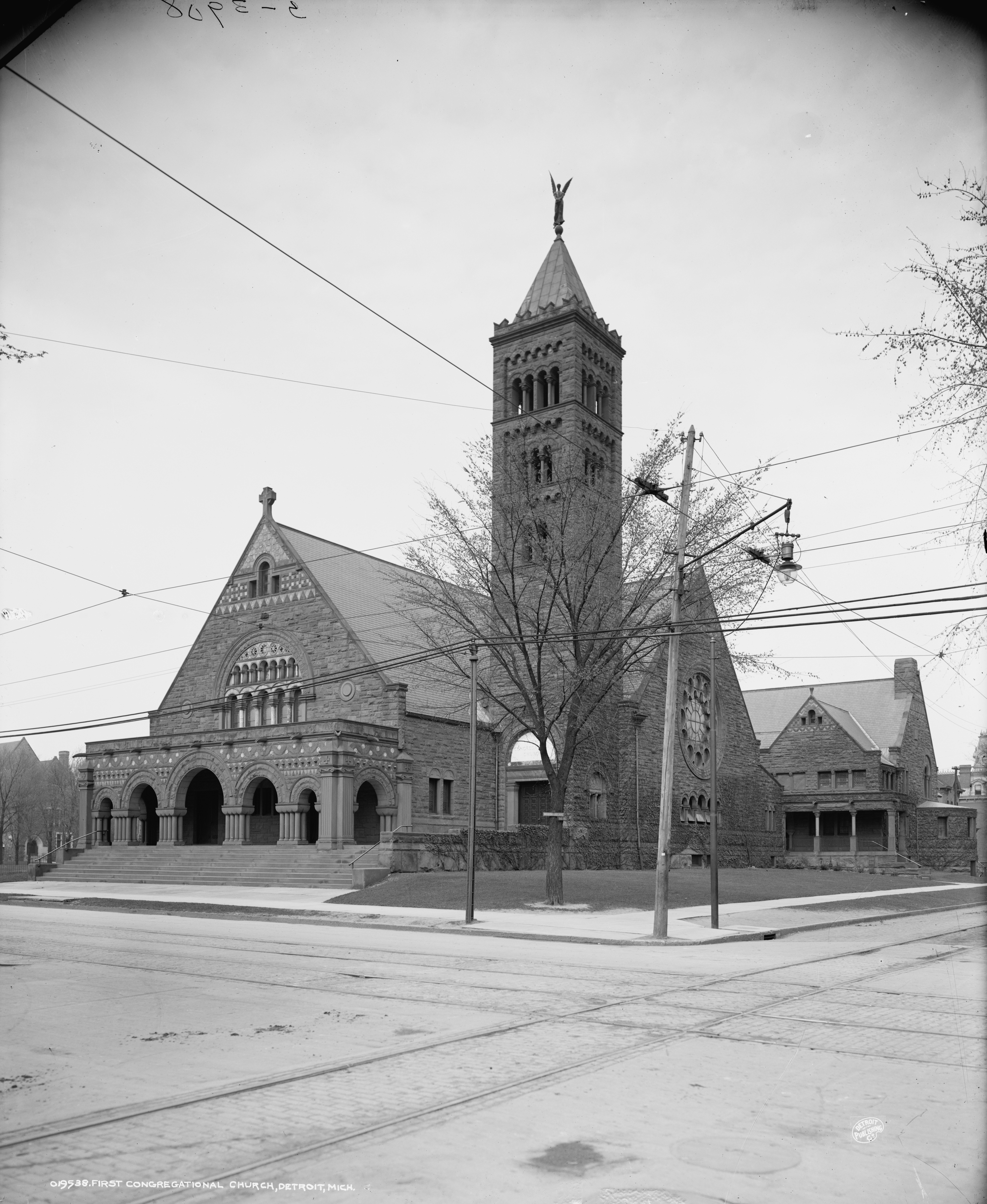
La iglesia hacia 1903
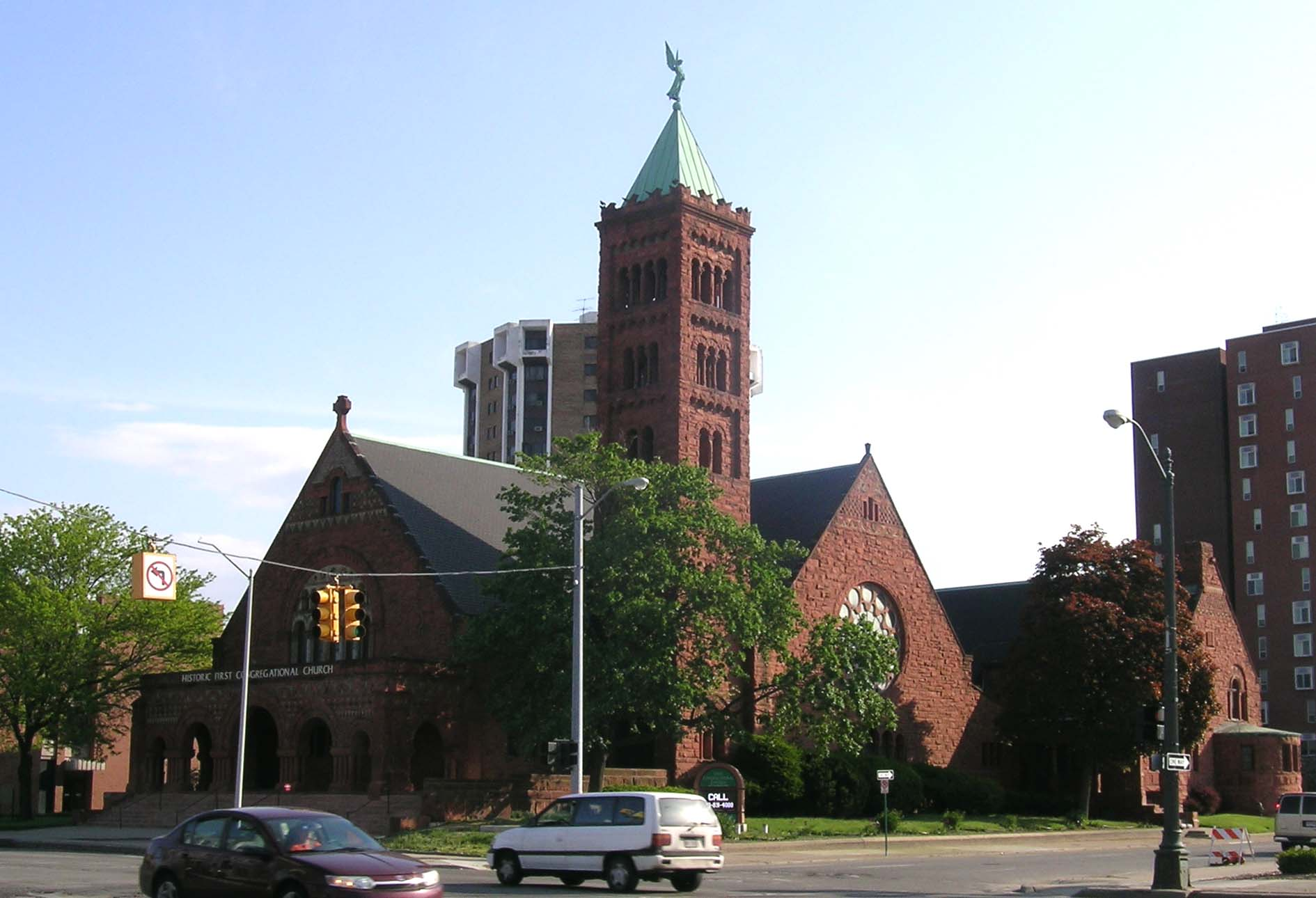
La iglesia en 2008
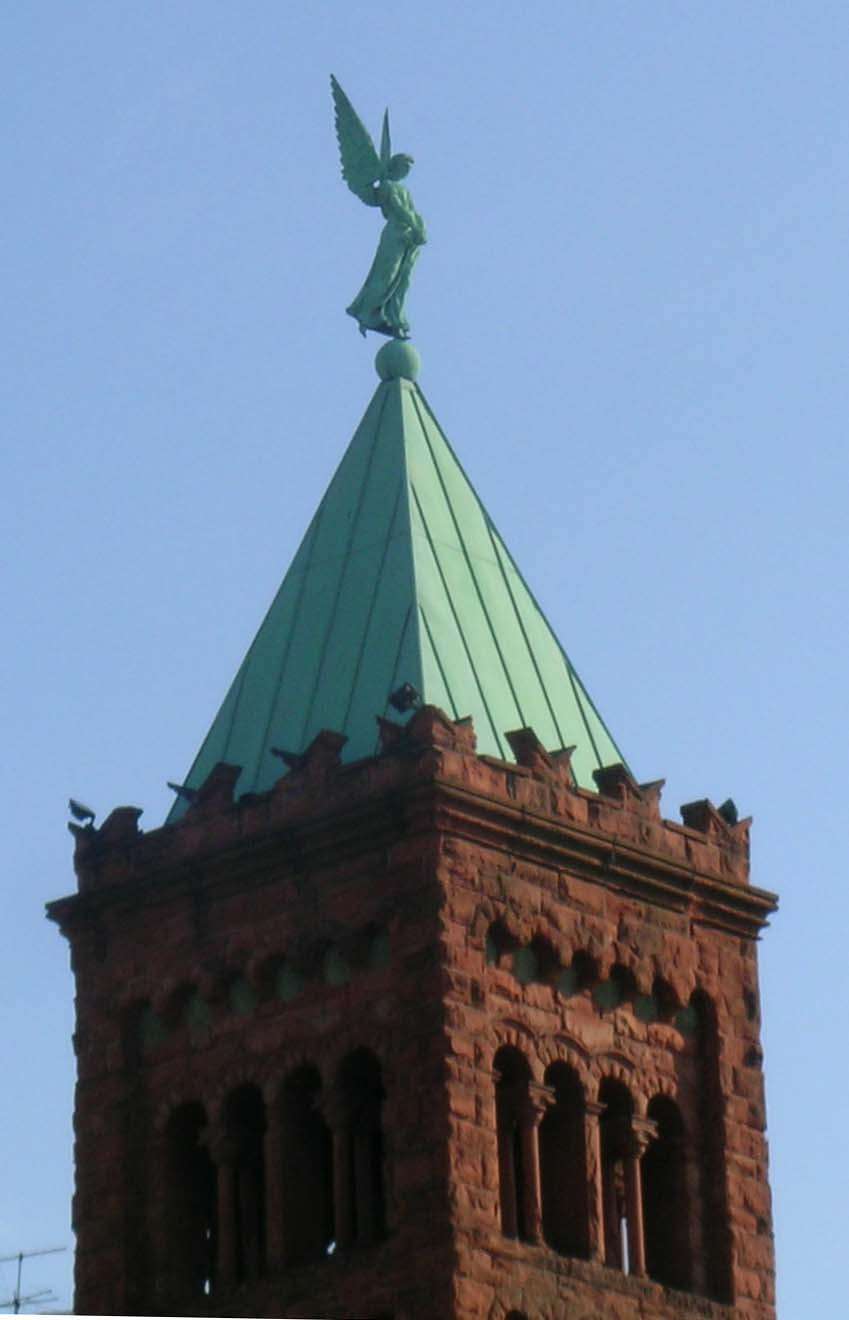
El ángel Uriel